# Vodafone Italia
Vodafone Italia S.p.A. (abans Omnitel Pronto Italia S.p.A., després Vodafone Omnitel S.p.A., Vodafone Omnitel N.V. i Vodafone Omnitel B.V.) és una empresa de telecomunicacions que opera a Itàlia, que forma part del grup britànic Vodafone Group.
A Itàlia, és el tercer operador de telefonia mòbil (30% del mercat a 30 de juny de 2018) després de Wind Tre i TIM i el segon operador de telefonia fixa (13,3% del mercat a 30 de juny de 2018) després de TIM. Per a les SIM M2M (sector IoT) és líder amb una quota de mercat del 49%.
Té la seva seu social a Milà, a la via Lorenteggio 240, però la seva oficina administrativa i de gestió es troba a Ivrea.
A partir del juny de 2016 es va convertir, amb Tiscali i BT Italia, en el principal proveïdor de connectivitat per a l'administració pública italiana, després d’haver guanyat la licitació Consip per al sistema de connectivitat pública.

## Història
Va ser fundada l'any 1994 amb el nom d'Omnitel a través d'un acord entre Omnitel Sistemi Radiocellulari Italiani i Pronto Italia. L'any 2001, arran de l'adquisició per part de Vodafone, la marca es va convertir en Omnitel Vodafone, i l'any següent es va canviar novament per Vodafone Omnitel. L'any 2003, però, la marca es va convertir només en Vodafone, abandonant l'antic nom.

## ho-mobile

ho-mobile

ho. o ho-mobile és una marca comercial italiana de telecomunicacions que opera com a operador virtual de telefonia mòbil de Vodafone Italia. Fundada el 2017, va ser creada per competir amb Iliad en el mercat de la telefonia mòbil.